# Ancylotrypa granulata
Ancylotrypa granulata is een spinnensoort uit de familie Cyrtaucheniidae. De soort komt voor in Botswana.